# Bukit Timah Nature Reserve
1°21′10″N 103°46′42″Ø / 1.35278°N 103.77833°Ø
Bukit Timah Nature Reserve er et lille stykke oprindelig regnskov, et naturreservat på 1,64 km² i Singapore. Det ligger tæt på staten Singapores geografiske centrum og kun 12 km fra bycenteret (kaldet "Downtown Core"). Kun én anden storby i verden har tropisk regnskov indenfor bygrænsen, Tijuca Forest i Rio de Janeiro. Midt i reservatet ligger 163 m høje Bukit Timah Hill, som er det højeste punkt i staten Singapore.
At området har kunnet bevares som primær regnskov i så tæt befolket en storby, skyldes at det blev etableret som naturreservat allerede i 1883, og det blev fra starten forvaltet af Singapore Botanic Gardens. Beskyttelsen af området blev fornyet med moderne lovgivning i 1951, og forvaltes i dag af National Parks Board. I 2013 opførtes en faunapassage over Bukit Timah Expressway, som forbinder reservatet med det meget større Central Catchment Nature Reserve som hovedsageligt består af sekundær regnskov, militære øvelsesområder og enkelte parker. Tilsammen skønnes de to områder at rumme over 840 planteater og over 500 dyrearter.

## Flora og fauna
Alfred Russel Wallace og andre naturforskere værdsatte reservatet for dets store diversitet i dyre- og planteliv. Almindelige planter er rattan, figen, og macaranga. To træer af slægten Gnetum (Gnetum gnemon) vokser nær besøgscenteret og der findes 18 forskellige arter i familien Dipterocarpaceae som omfatter meget store, tropiske træer. Desuden forekommer en lang række tropiske skovbundsplanter, hvoraf flere bruges i Danmark som stueplanter og en lang række bregner.
Blandt leddyr forekommer bl.a. tusindben, tømrerbier, cikader (som konstant kan høres meget tydeligt) og kæmpemyrer (Camponotus gigas). Blandt edderkopper forekommer bl.a kæmpehjulspinderen Nephila pilipes. Der findes også en del slanger, en art ferskvandskrabbe og en lang række forskellige fugle. Blandt pattedyr forekommer forskellige slags egern, skældyr, flyvende lemurer og en pæn bestand af makakaber.